# Decastar 2013
Decastar 2013 – mityng lekkoatletyczny w konkurencjach wielobojowych rozegrany 14 i 15 września we francuskim Talence. Zawody były ostatnią odsłoną cyklu IAAF Combined Events Challenge w sezonie 2013.

## Rezultaty
| Konkurencja:           | 1. miejsce        | Rezultat  | 2. miejsce        | Rezultat  | 3. miejsce            | Rezultat  |
| Dziesięciobój mężczyzn | Damian Warner     | 8161 pkt. | Willem Coertzen   | 8118 pkt. | Eelco Sintnicolaas    | 8018 pkt. |
| Siedmiobój kobiet      | Hanna Melnyczenko | 6308 pkt. | Karolina Tymińska | 6288 pkt. | Brianne Theisen-Eaton | 6252 pkt. |